# Disqus
Disqus（ディスカス）は、Webサイトやブログに中央集権型のコメント機能を提供するオンラインサービスである。2007年に設立され、Big Head Labs Inc. の名前で運営されている。Disqusは、CEOのDaniel HaとCTOのJason Yanによって設立された。 Disqusは、Twitter, Facebook, Gravatarなどのソーシャルネットワークとの統合をサポートしている。2008年6月には、ブログやWebサイトを含む150,000人の登録ユーザと17,000のコミュニティを保有しており、2010年8月10日現在において、13,000,000の登録ユーザと500,000のコミュニティを保有している。

## 機能
Disqusがもつ機能の例:
- リアルタイムにコメントを投稿・更新する
- コメントに返信が付いたときに通知を受けとる
- コメントに画像や動画を付ける
- モバイル端末用のコメント機能
- スパムフィルタ
- ブラックリスト/ホワイトリスト
- Twitterからのリアクションを表示する
- 各ユーザが他のコミュニティで行っている活動を表示する
- Twitter, Facebookなどのソーシャルサービスとの連携
- ページやコメントに評価用のLikeボタンを付ける
- コメント管理ツール
- 他のユーザの活動を一覧する

## 懸念
ユーザがWebサイトを訪問して、Disqusを用いてコメントを投稿すると、そのコメントはDisqusへと送信される。ユーザがDisqusのアカウントを所有している場合は、Disqusを使ったWebサイトにおけるすべてのコメントが追跡される。 そのため、コメントを匿名で行う能力が損なわれるのではないかという懸念がある。 DisqusにYahooアカウントでログインすると、ユーザのYahoo contacts, status, updatesが要求される。Facebookアカウントを利用すると、「基本情報」書かれた更なる情報（名前・プロフィール写真・性別・ネットワーク・ユーザID・友人リストなど）が要求される。